# Посмертна нагорода

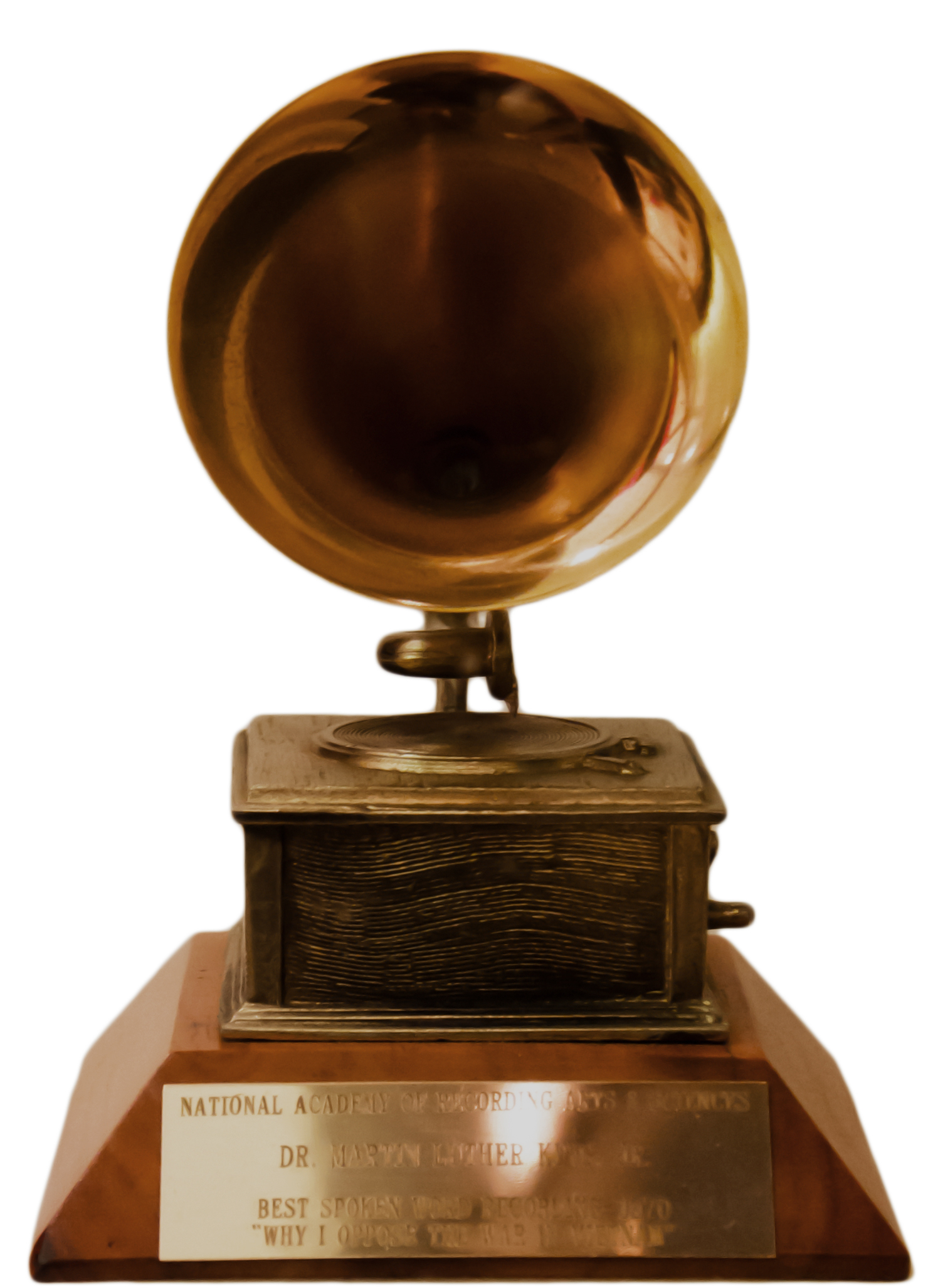
Премія «Ґреммі», якою був посмертно нагороджений доктор Мартін Лютер Кінг у категорії «Записана промова».

Посмертну нагороду присуджують після смерті нагородженого. Багато нагород, медалей, та премій можуть бути надані посмертно. Австралійський актор Гіт Леджер, наприклад, отримав багато нагород після своєї смерті в 2008 році. Військові нагороди, такі як Герой України або Медаль Пошани, часто вручаються посмертно. Під час Другої світової війни багато країн практикували вручення посмертних нагород. Спортивні нагороди та титули можуть присуджуватися посмертно, наприклад, чемпіон Формули-1 1970 року Йохен Ріндт, який загинув у аварії наприкінці сезону, але все ще мав достатньо очок, щоб бути названим чемпіоном.
Рідше, певні нагороди, медалі та премії присуджуються «тільки» посмертно, особливо такі, які вшановують людей, що загинули за певну справу. До таких нагород належать
Нагорода Почесною медаллю Конфедерації ветеранам Конфедерації, які помітно відзначилися під час Громадянської війни в США (1861—1865), та Медаль Даґа Гаммаршельда, військовослужбовцям, поліціянтам або цивільним особам, які загинули під час служби в Організації Об'єднаних Націй миротворчій операції.